# Красногрудый травяной попугайчик
Красногрудый травяной попугайчик, или блестящий травяной попугайчик, или глянцевый травяной попугайчик (лат. Neophema splendida) — птица отряда попугаеобразных.

## Внешний вид
Длина тела 22 см, хвоста 17 см. Является самым красивым и ярким представителем этого рода. У самца -блестящая синяя окраска головы, горло и уздечка — кобальто-фиолетовые, брюшко и нижняя часть хвоста жёлтые, грудь — ярко-красная, спина и хвост зелёные. Маховые перья чёрные с синими наружными опахалами. Кроющие перья крыльев голубые. Лапы телесного цвета. Клюв чёрный. Всё оперение этой птицы блестящее, как бы глянцевое. Самка имеет более тусклую окраску и лишена красной окраски груди. Кроме того, на внутренней поверхности крыльев у неё присутствует белая полоска, составленная отдельными пятнышками каждого махового пера. У самцов она всегда отсутствует.

## Распространение
Обитает на юге Австралии (юго-восток Западной Австралии, юг Квинсленда, запад Нового Южного Уэльса, северо-запад Виктории).

## Образ жизни
Населяют скрэб, акациевые саванны и травянистые равнины. Порой этих попугаев встречают в окультуренных ландшафтах — в садах и фермах. Кормятся на земле семенами трав. С апреля до августа держатся стайками от 5 до 20 особей, а позднее рассеиваются в поисках мест для гнездования.

## Размножение

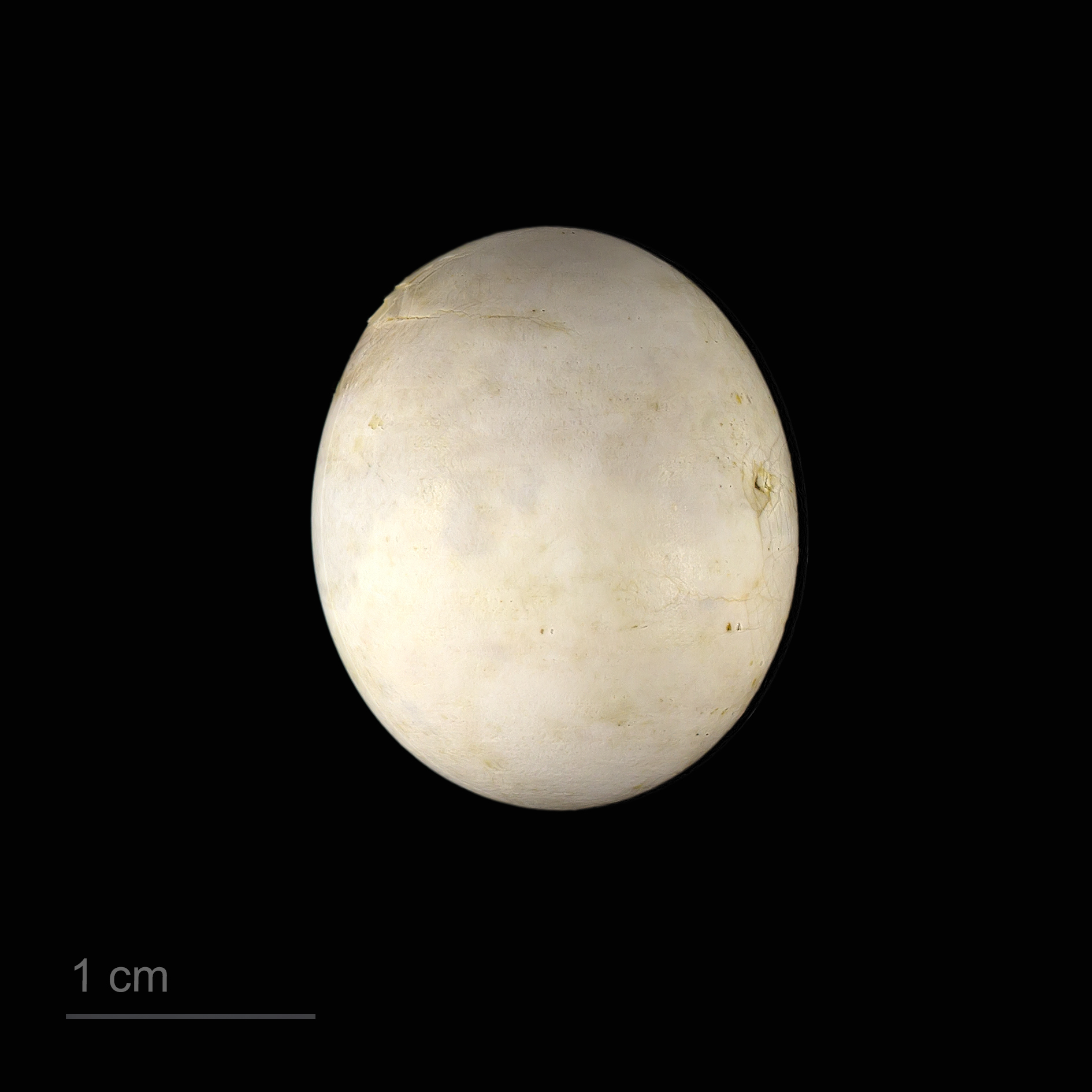
яйцо Neophema splendida - Тулузский музеум

Гнёзда устраивают в ноябре-декабре чаще в дуплах эвкалиптов. В кладке белых от 4 до 6 яиц, которые насиживает одна самка. Насиживание длится 19-21 день, а в 35-38-дневном возрасте птенцы покидают гнездо. Родители ещё некоторое время (полторы-две недели) подкармливают их.

## Угрозы и охрана
В природе довольно редок. В начале 1990-х годов в диких условиях насчитывали всего порядка 200 особей, что явилось результатом как ухудшением условий обитания, так и отловом самих птиц. В Австралии находится под защитой закона.

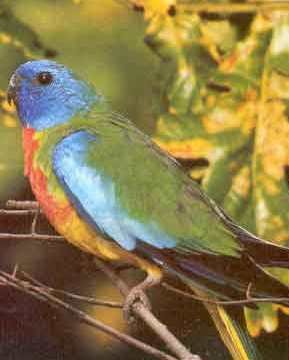